# Vale de Figueira (Santarém)
Vale de Figueira ist ein Ort und eine ehemalige Gemeinde (Freguesia) im portugiesischen Kreis Santarém. Die Gemeinde hatte 1074 Einwohner (Stand 30. Juni 2011).
Am 29. September 2013 wurden die Gemeinden Vale de Figueira und São Vicente do Paul zur neuen Gemeinde União das Freguesias de São Vicente do Paul e Vale de Figueira zusammengeschlossen.
Vale de Figueira liegt an der Linha do Norte.